# Palais royal de Venaria
Le palais royal de Venaria (en italien : Reggia di Venaria Reale) est une ancienne résidence royale située à Venaria Reale, près de Turin dans le Piémont, dans le Nord de l'Italie. C'est l'une des résidences de la famille royale de Savoie, inscrite sur la liste du patrimoine mondial de l'UNESCO en 1997. Il s'agit de l'une des plus vastes résidences royales à travers le monde, comparable par sa taille et sa structure à celles de Versailles et de Caserte.
Le Palais fut conçu et construit à partir de 1675 par l'architecte Amedeo di Castellamonte, à la demande du Duc Charles-Emmanuel II qui voulait un pied-à-terre pour ses parties de chasse dans les montagnes au nord de Turin. Le nom du Palais vient du latin, Venatio Regia qui signifie Chasse Royale.

## Histoire
Charles Emmanuel II s'est inspiré de l'exemple du Palais Mirafiori, construit par le Duc Charles-Emmanuel Ier pour sa femme Catherine-Michelle d'Autriche. Soucieux de laisser un souvenir de lui-même à sa femme, Madame de Nemours, il a acheté les deux petits villages de Altessano Superiore et Altessano Inferiore qui appartenaient à une famille d'origine milanaise. Le lieu fut rebaptisé Venaria en raison de sa future fonction comme base de chasse.
La conception du palais fut confiée aux architectes Amedeo di Castellamonte et Michelangelo Garove. Conçu dans l’intention de celebrer la magnificence du duc à travers le rituel de la chasse, le palais de Venaria était un veritable sanctuaire dédié au culte de la chasse princiere dont Emanuele Tesauro avait élaboré le programme iconographique. Le plan de l'édifice devait représenter le symbole de l'ordre suprême de la Très Sainte Annonciade, un ordre dynastique créé par la Maison de Savoie. En 1675, le palais était quasiment achevé, y compris la Reggia di Diana (la résidence royale de Diane qui est le cœur du complexe. Les travaux se sont cependant poursuivis jusqu'au siècle suivant, notamment du fait de l'invasion française de 1693 au cours de laquelle les troupes ennemies ont détruit certains des bâtiments et en raison de la volonté du Duc, et futur Roi, Victor-Amédée II qui modifia le palais selon les canons français.
D'autres dégâts furent infligés au cours du siège de Turin en 1706, pendant la guerre de Succession d'Espagne, lorsque les troupes françaises de Louis d'Aubusson de La Feuillade furent logées dans le palais. Après la victoire savoyarde, Victor-Amédée II nomma Filippo Juvarra en tant que directeur des travaux. C'est là qu'en 1741, sous le règne de Charles-Emmanuel III, sa troisième femme Élisabeth-Thérèse de Lorraine est morte en donnant naissance à leur fils Benoît, duc de Chablais. Le palais fut assez peu utilisé par la suite.
Au cours du règne napoléonien, le palais fut transformé en caserne et les jardins furent nivelés pour créer un terrain d'entraînement. Les bâtiments ont par la suite conservé cette vocation militaire, même après la chute de l’Empereur et furent occupés par l'armée de terre italienne jusqu'en 1978, avant d'être vendus au Ministère de la Culture. Des travaux de restauration furent alors entrepris et le palais a été ouvert aux touristes le 13 octobre 2007.

## Composition

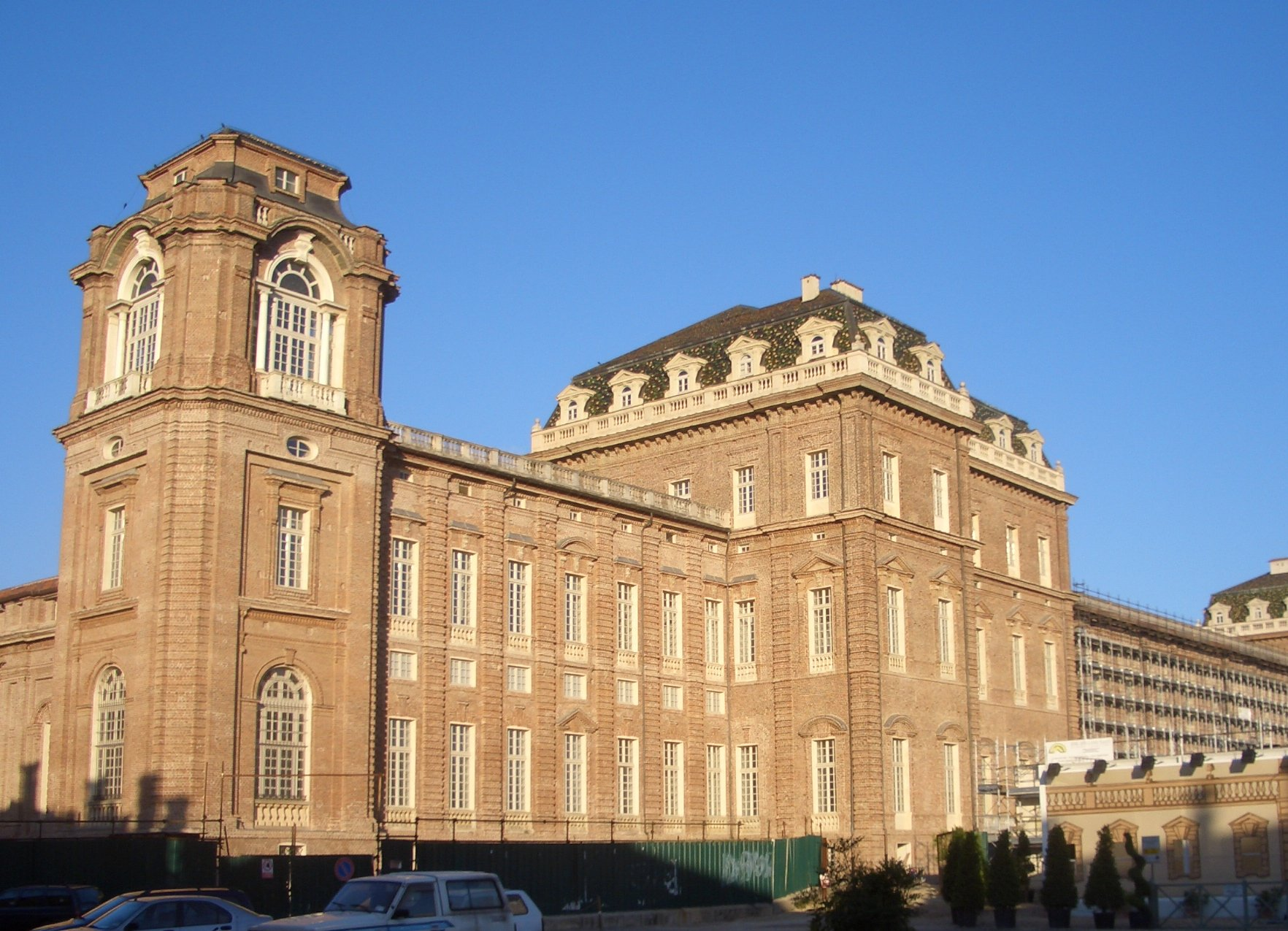
Le Belvédère (à gauche) et le pavillon Garove.

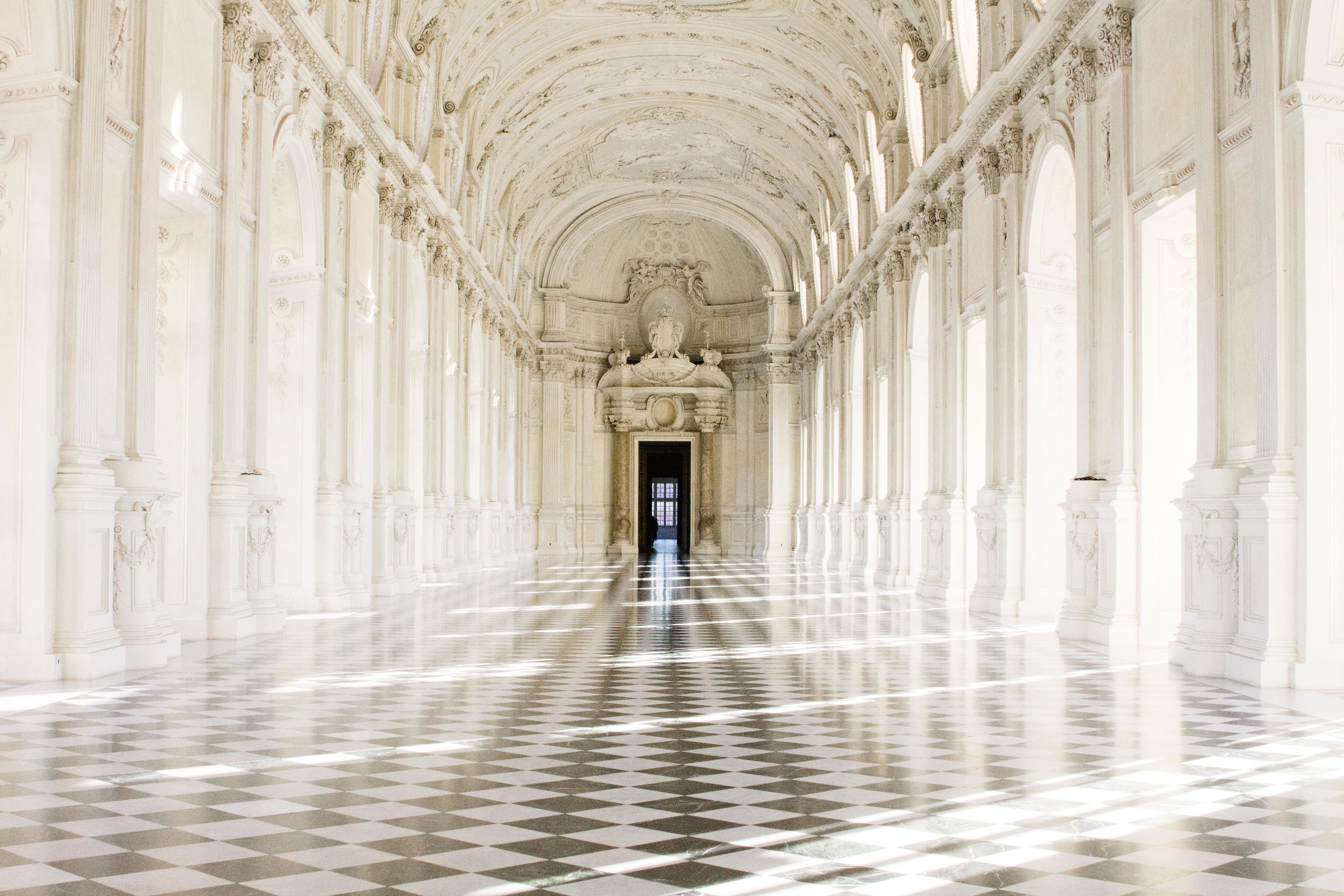
La grande galerie, nommée à tort la Galerie de Diane.

### Le Palais
L'entrée du palais se fait par la "Cour d'honneur" (Corte d'onore) qui abritait autrefois une fontaine ornée d'un cerf ainsi qu'une tour avec une horloge. La façade principale, recouverte au XVIIe siècle avec du plâtre, est reliée à droite par un bâtiment en briques ajouté au XVIIIe siècle. À partir de 1699, la disposition du Palais a été modifiée par Michelangelo Garove qui a ouvert la Cour d'honneur et fait baisser la hauteur des structures construites par Castellamonte. L'entrée a de nouveau changé au cours des années suivantes par Benedetto Alfieri qui a fait détruire l'aile datant du XVIIe siècle. L'édifice est aujourd'hui composé de deux tours couvertes de tuiles multicolores en céramique, qui sont reliées par une grande galerie, connue depuis le XXe siècle sous le nom de Galerie de Diane (Galleria di Diana).
Ayant été occupé pendant quelques années par Charles-Emmanuel III, l'intérieur du Palais abritait à l'origine une grande collection de décorations en stuc, des statues et peintures produites par certains des artistes de la cour de l'époque, tels que Vittorio Amedeo Cignaroli, Pietro Domenico Olivero, Bernardino Quadri, Sebastiano Ricci, Emanuele Tesauro ou Francesco Trevisani.

### Les jardins
Les jardins originels du Palais ont aujourd'hui totalement disparu, depuis que les troupes françaises les ont transformés en terrain d'entraînement. D'anciens dessins montrent un jardin à l'italienne avec trois terrasses reliées par des escaliers et des éléments architecturaux élaborés tels qu'une tour avec une horloge dans la cour d'honneur, une fontaine représentant Hercule, un théâtre et des parterres.
Des travaux récents ont recréé un parc dans un style moderne, présentant des œuvres modernes de Giuseppe Pennone.

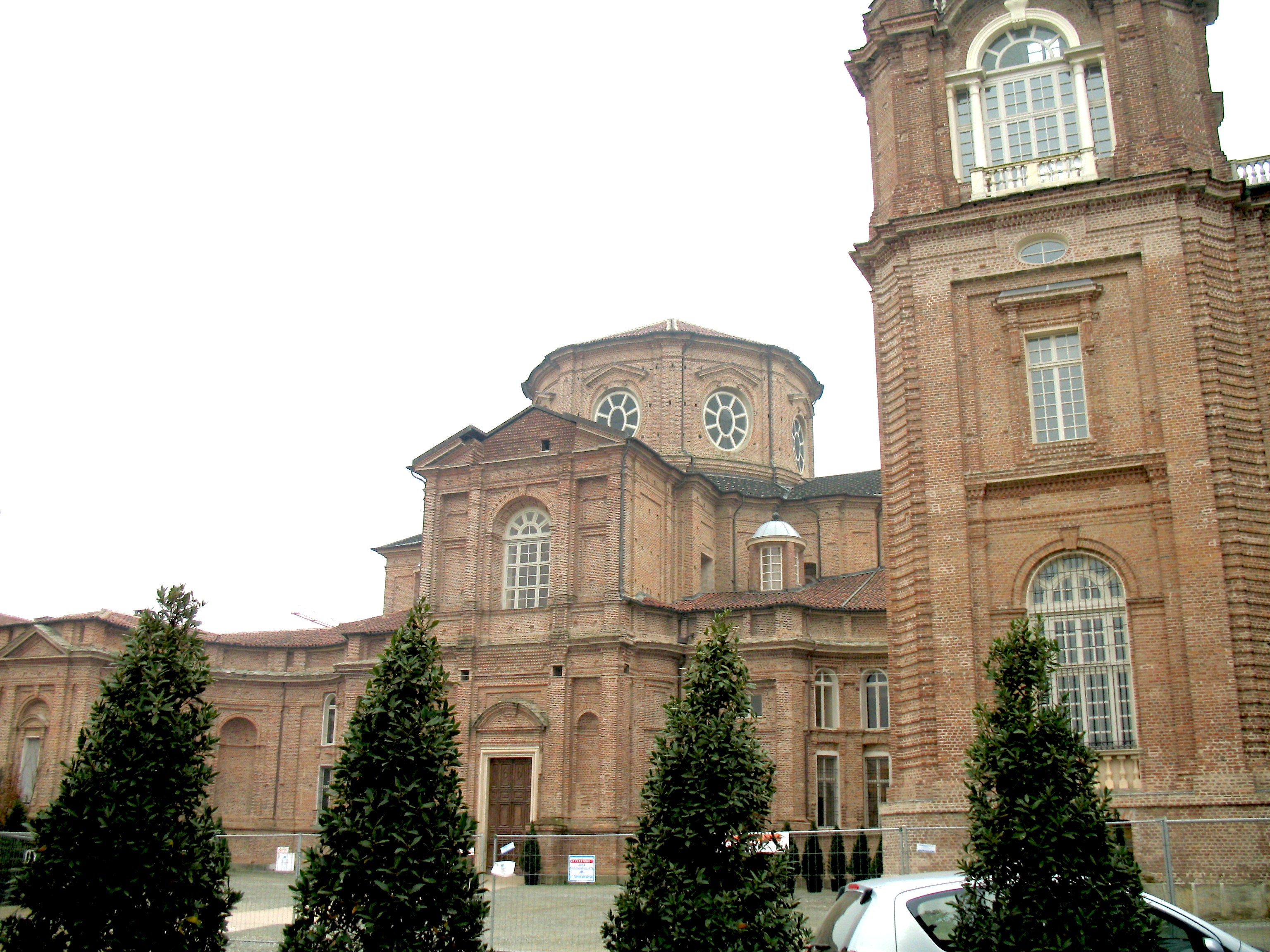
L'église Saint-Humbert avec le belvédère à l'avant-plan (à droite).

### L'église Saint-Hubert et les écuries
Après la mort de Garove en 1713, Juvarra construit la Grande Galerie et, parallèlement il édifie une église dédiée à saint Hubert (Sant'Uberto), patron des chasseurs. L'église est bâtie entre 1716 et 1729. L'église est étroitement imbriquée dans la structure du palais ce qui excluait de construire un Dôme et explique que l'intérieur de l'édifice soit décoré de fresques en trompe-l'œil.
Toujours à la même période, entre 1722 et 1728, Juvarra construit des écuries, une orangerie (citroneria) et il entreprend la rénovation des façades du palais selon le style français.
Le dernier bâtiment, qui date du milieu du XVIIIe siècle et du début du XIXe siècle, est composé d'écuries, une école d'équitation, l'escalier de Diane et la galerie Sant'Uberto. Par la suite, le Palais est abandonné en faveur du Pavillon de chasse de Stupinigi (1729).

## Sources
- (en) Cet article est partiellement ou en totalité issu de l’article de Wikipédia en anglais intitulé « Palace of Venaria » (voir la liste des auteurs).
- Carlo Merlini, Ambienti e Figure di Torino Vecchia, Tipografia Rattero, Turin.